# NGR American D
Das als American D bezeichnete Einzelstück der Natal Government Railways (NGR) war eine Schlepptender-Dampflokomotive mit der Achsfolge 2'D1' (Mountain). Es war die erste Heißdampf-Lokomotive der NGR.
Die 1909 von ALCO gebaute Lokomotive war das Ergebnis eines USA-Besuchs von D. A. Hendrie, dem leitenden Ingenieur der NGR. Die Maschine war, anders als der von Hendrie entworfene Typ Hendrie D, eine typisch amerikanische Konstruktion mit Barrenrahmen, hochliegendem Umlauf und einem geräumigen Führerhaus. Der Kuppelraddurchmesser stimmte mit dem der Hendrie D überein, der Kesseldruck war niedriger, was jedoch durch einen größeren Zylinderdurchmesser ausgeglichen wurde. 
Der Überhitzer bewährte sich, und die folgende Lieferung von Mountains, die 1912, also bereits zu Zeiten der South African Railways, als SAR-Klasse 3B geliefert wurden, war ebenfalls mit Überhitzern ausgestattet.
Die American D wurde von der SAR mit der Bahnnummer 1476 als Klasse 3A eingeordnet. Anders als die Hendrie D und die Klasse 3B erhielt sie keinen Standardkessel mehr, sondern wurde bereits 1935 ausgemustert.